# Asphodeloideae
.

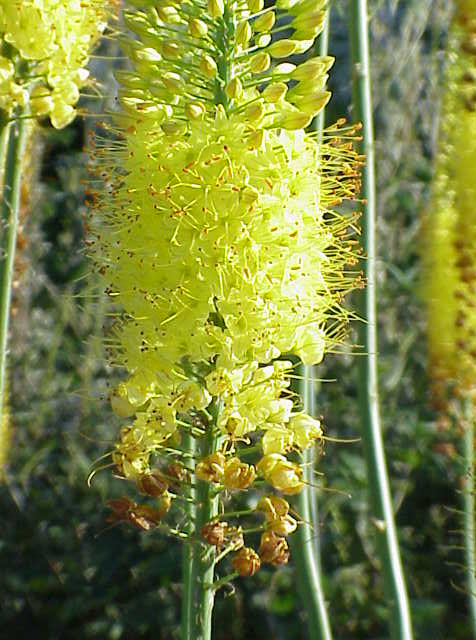
Eremurus stenophyllus.

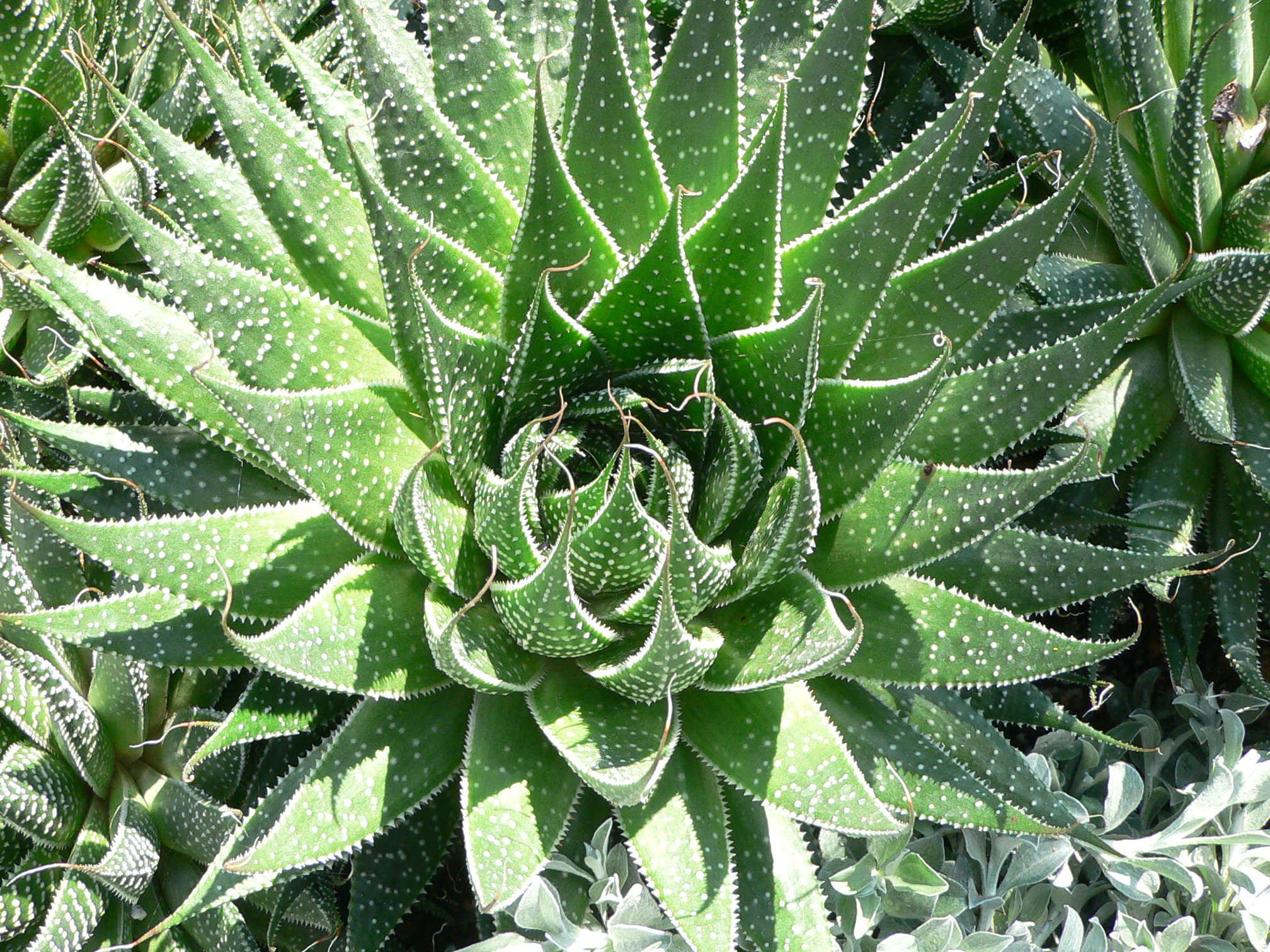
Aloe aristata coma típica filotaxia arrosetada.

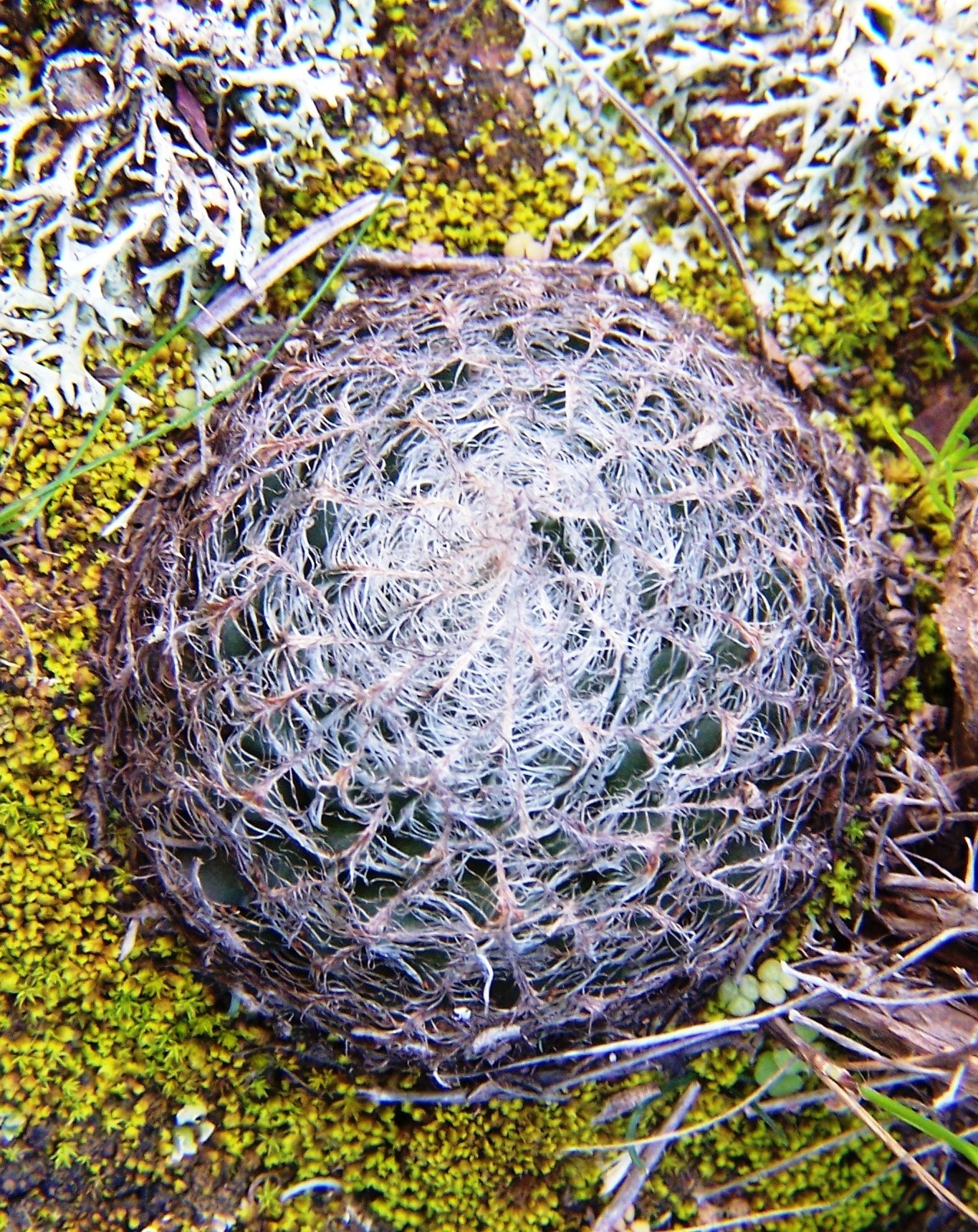
Roseta de Haworthia arachnoidea f. 'Ladismith

Asphodeloideae é uma subfamília de plantas com flor monocotiledóneas da família Asphodelaceae da ordem Asparagales, que foi anteriormente considerada como uma família autónoma designada por Asphodelaceae sensu stricto. Na sua presente circunscrição taxonómica a subfamília agrup cerca de 20 géneros, em boa parte suculentas com folhas arrosetadas das regiões secas de clima mediterrânico, com centro de diversidade no sul da África. Entre os membros do grupo estão especies com interesse económico como a babosa e outras espécies dos géneros Aloe, Asphodelus e Kniphofia.

## Descrição
A família Asphodelaceae foi considerada um nomen conservandum, ganhando assim a designação «Asphodelaceae» prioridade sobre «Xanthorrhoeaceae». Essa prioridade está reflectida nas listas de famílias do sistema APG IV.
Em consequência, o nome da subfamília é derivado do nome genérico do género tipo Asphodelus. Os membros do grupo têm distribuição natural na África, no centro e oeste da Europa, na bacia mediterrânica, Ásia Central e Austrália, com um género (Bulbinella) com algumas de suas espécies na Nova Zelândia. A maior diversidade ocorre no sul da África.
As Asphodeloideae são distinguidas por uma presença geral de antraquinonas, microsporogénese simultânea, morfologia atípica dos óvulos, e a presença de um arilo nas suas sementes.
As Asphodeloideae também apresentam uma forma de crescimento secundário anómalo característico, em que o engrossamento dos caules e raízes ocorre por meio de um espessamento de um meristema secundário. Este caráter, entretanto, também é encontrado em outros taxa da ordem Asparagales, incluindo Agavaceae, Iridaceae e Xanthorrhoeoideae. Esta característica está contudo confinada à ordem  Asparagales entre as monocotiledóneas e acredita-se que tenha evoluído independentemente na maioria das famílias.
A presença de células produtoras de aloína é uma característica distintiva das Aloeae. Essas células estão presentes em todas as Aloeae, mas estão ausentes na maioria dos outros géneros de Asphodeloideae. Uma camada bem desenvolvida de células parenquimatosas de parede celular fina ocorre no pólo de floema de cada feixe vascular. Chase postula que estas estruturas estão envolvidos na produção de metabólitos secundários, mas outros investigadores sugerem que as células actuam como um tecido de armazenamento para compostos sintetizados na camada circundante de células. A observação destes tecidos permite cocnluir que as células de aloína produzem o exsudato espesso característico que é libertado quando a folha suculenta da babosa (nome comum dos Aloe devido à baba que produzem) é cortada. As células de aloína produzem antraquinonas, um derivado natural da antraquinona e da cromona, que podem ser responsáveis pelos atributos medicinais de Aloe.
Os géneros Aloe, Asphodelus e Kniphofia são bem conhecidos pelo seu uso em horticultura e como plantas ornamentais.

## Taxonomia e filogenia
Johannes Paulus Lotsy (1911) colocou um conjunto de géneros (Kniphofia, Notosceptrum, Chortolirion e Aloe) numa família, separada de Asphodelaceae, a que deu o nome de Aloinaceae. Outros taxonomistas têm subsequentemente circunscrito uma tribo, Aloineae (ou Aloeae) para incluir os géneros Gasteria, Haworthia e Aloe. Entre outros termos taxonómicos usados para designar este grupo inlui-se Aloaceae, Alooideae, Aloideae, Aloidea, Aloides, Aloinae e Aloeace, todos tendo como género tipo o género Aloe.
Muitos especialistas concordam que as Asphodeloideae podem ser divididas num grupo monofilético compreendendo o género Aloe e os seus parentes imediatos e um grupo não monofilético residual agrupando os restantes géneros.
O grupo monofilético pode ser tratado como a tribo Aloeae dentro da subfamília Asphodeloideae por aqueles que adotam a circunscrição taxonómica ampla do sistema APG IV para as Asphodelaceae. Alternativamente, o grupo pode ser tratado como a subfamília Alooideae dentro de uma família Asphodelaceae mais estreitamente circunscrita.
Morfologicamente, os membros de Aloeae são principalmente plantas suculentas com filotaxia em roseta, enquanto os outros géneros não são suculentos. Os géneros agrupados em Aloeae têm distribuição natural centrada no sul da África, região que corresponde ao centro de diversidade do grupo, enquanto os outros géneros têm principalmente uma distribuição centrada na Eurásia.

### Tribo Aloeae
A tribo de plantas suculentas designada por Aloeae (ou Alooideae s.s.) compreende os géneros Aloe, Aloiampelos, Aloidendron, Aristaloe, Astroloba, Gasteria, Gonialoe, Haworthia, Haworthiopsis, Kumara e Tulista. Os géneros que integram as Alooideae apresentam vários caracteres morfológicos que podem ser distinguidos por observação no campo, nomeadamente a disposição, filotaxia e tipo de folhas e inflorescência.
A prova da monofilia de Aloeae é baseada num cariótipo distinto e na morfologia foliar característica. O grupo Bulbine possui características de Aloeae, mas não está incluído no grupo devido à falta de flores tubulares. O género Kniphofia é considerado um grupo externo de Aloeae, uma vez que possui flores tubulares e apresenta fusão de segmentos do perianto, mas carece de folhas suculentas.

## Lista de géneros
Os géneros listados são os considerados válidos na circunscrição taxonómica que consta da APWeb. Outros arranjos combinam alguns destes géneros, produzindo uma circunscrição que reduz a sete o número total de géneros que integram esta subfamília.
- Aloe L.
- Aloiampelos Klopper & Gideon F.Sm.
- Aloidendron (A.Berger) Klopper & Gideon F.Sm.
- Aristaloe Boatwr. & Manning
- Astroloba Uitewaal
- Asphodeline Rchb.
- Asphodelus L.
- Bulbine Wolf
- Bulbinella Kunth
- Chortolirion A.Berger
- Eremurus M.Bieb.
- Gasteria Duval
- Gonialoe (Baker) Boatwr. & J.C.Manning
- Haworthia Duval
- Haworthiopsis G.D.Rowley
- Jodrellia Baijnath
- Kniphofia Moench
- Kumara Medik
- Trachyandra Kunth
- Tulista Raf.

Para uma discussão da filogenia desta subfamília e da sua inserção nas Asparagales veja a árvore filogenética que consta de Asphodelaceae.